# عدسة مدمجة
العدسة المدمجة (بالإنجليزية: Embedded lens)‏ هي عبارة عن عدسة الجاذبية بحيث تكون كتلة العدسة جزءًا من متوسط كثافة الكتلة في خلفية الكون وليست متراكبة عليها ببساطة كما هو الحال في نظرية العدسة الجاذبية القياسية.
للحصول على خلفية متجانسة للكون، تتم إزالة كرة كروية ويتم وضع عدسة كتلتها تساوي كرة الغبار التي تمت إزالتها في مركز الفراغ. يمكن أن يكون التكثيف الكتلي إما كتلة نقطية أو كتلة موزعة، ولكن يجب أن يكون متماثلًا كرويًا بالنسبة لمركز الفراغ. إذا كانت خلفية الكون تحتوي أيضًا على ثابت كوني غير متلاشي (لامدا)، فيجب أن يكون لامدا هو نفسه داخل الفراغ وخارجه. يمكن أن يكون المقياس الذي يصف الهندسة داخل الفراغ شفارتسشيلد أو كوتلر اعتمادًا على ما إذا كان هناك ثابت كوني غير صفري.
تضمين العدسة يقلل بشكل فعال من نطاق إمكانية الجاذبية ، أي يحمي جزئيًا إمكانية العدسة الناتجة عن تكثيف كتلة العدسة. على سبيل المثال ، شعاع ضوئي يرعى حدود فراغ شفارتسشيلد / كوتلر لن ينحني بتكثيف كتلة العدسة (أي لا يشعر بإمكانية الجاذبية للعدسة المدمجة) وينتقل على طول مسار خط مستقيم في خلفية الكون المسطحة .

## خصائص
من أجل أن تكون حلاً تحليليًا لمعادلة المجال لأينشتاين، يجب أن تستوفي العدسة المدمجة الشروط التالية:
1. يجب أن تكون كتلة العدسة المدمجة (الكتلة النقطية أو الموزعة) هي نفس كتلة كرة الغبار التي تم إزالتها.
2. يجب أن يكون التوزيع الكتلي داخل الفراغ متماثلًا كرويًا.
3. يجب أن يكون الثابت الكوني هو نفسه داخل العدسة المدمجة وخارجها.

## تاريخ
الكون مع عدم التجانس (المجرات ، مجموعات المجرات ، الفراغات الكبيرة، وما إلى ذلك) ممثلة بفراغات كروية تحتوي على تكثفات كتلة موصوفة أعلاه تسمى كون الجبن السويسري. تم اختراع مفهوم كون الجبن السويسري لأول مرة من قبل آينشتاين وستراوس في عام 1945. تم استخدام نموذج الجبن السويسري على نطاق واسع لنمذجة عدم التجانس في الكون. على سبيل المثال، تم التحقق من تأثيرات عدم التجانس على نطاق واسع (مثل العناقيد الفائقة) على التباين الملاحظ في درجات حرارة أشعة ميكرويف الكون الخلفية (CMB) بواسطة ريس و سوارم في عام 1968 باستخدام نموذج الجبن السويسري (ما يسمى تأثير ريس- سوارم). تم التحقيق في علاقة مسافة الانزياح الأحمر في كون الجبن السويسري بواسطة رونالد كانتوفسكي في عام 1969، وداير ورويدر في السبعينيات. تم بناء نظرية عدسة الجاذبية لعدسة مفردة نقطية ذات كتلة مدمجة في ضغط مسطح أقل فريدمان-ليماتر-روبرتسون-ووكر (FLRW) مع ثابت كوني غير صفري بواسطة رونالد كانتوسكي، بن تشن، وشينيو داي في سلسلة أوراق.

## العدسة المضمنة مقابل عدسة الجاذبية الكلاسيكية
الفرق الرئيسي بين العدسة المدمجة والعدسة التقليدية هو أن كتلة العدسة القياسية (التقليدية) تساهم في متوسط الكثافة الكونية، في حين أن العدسة المدمجة لا تفعل ذلك. وبالتالي، فإن إمكانية الجاذبية للعدسة المدمجة لها نطاق محدود، أي أنه لا يوجد تأثير للعدسة خارج الفراغ. هذا يختلف عن العدسة القياسية حيث تكون إمكانية الجاذبية للعدسة نطاق لا نهائي.
نتيجة للدمج، تختلف زاوية الانحناء، ومعادلة العدسة، وتضخيم الصورة، وقص الصورة، والتأخير الزمني بين صور متعددة للعدسة المدمجة عن تلك الموجودة في العدسة الخطية القياسية. على سبيل المثال، يمكن أن يختلف الجزء المحتمل من التأخير الزمني بين أزواج الصور وقص العدسة الضعيف للعدسة المدمجة عن نظرية عدسة الجاذبية القياسية بأكثر من نسب مئوية قليلة.
يمكن كتابة معادلة العدسة إلى أدنى ترتيب للعدسة النقطية المدمجة.
{\displaystyle \theta _{S}=\theta _{I}-{\frac {\theta _{E}^{2}}{\theta _{I}}}\left[{\sqrt {1-(\theta _{I}/\theta _{M})^{2}}}\right]^{3}}
حيث {\displaystyle \theta _{E}} هو حلقة آينشتاين للعدسة القياسية النقطية ذات الكتلة، {\displaystyle \theta _{M}} هو الحجم الزاوي للعدسة المدمجة. يمكن مقارنة ذلك مع معادلة عدسة شوارزشيلد القياسية.
{\displaystyle \theta _{S}=\theta _{I}-{\frac {\theta _{E}^{2}}{\theta _{I}}}}